# پاکلوبوترازول
پاکلوبوترازول (به انگلیسی: Paclobutrazol) یک ترکیب شیمیایی با شناسه پاب‌کم ۷۳۶۷۱ است. 